# 涂面人

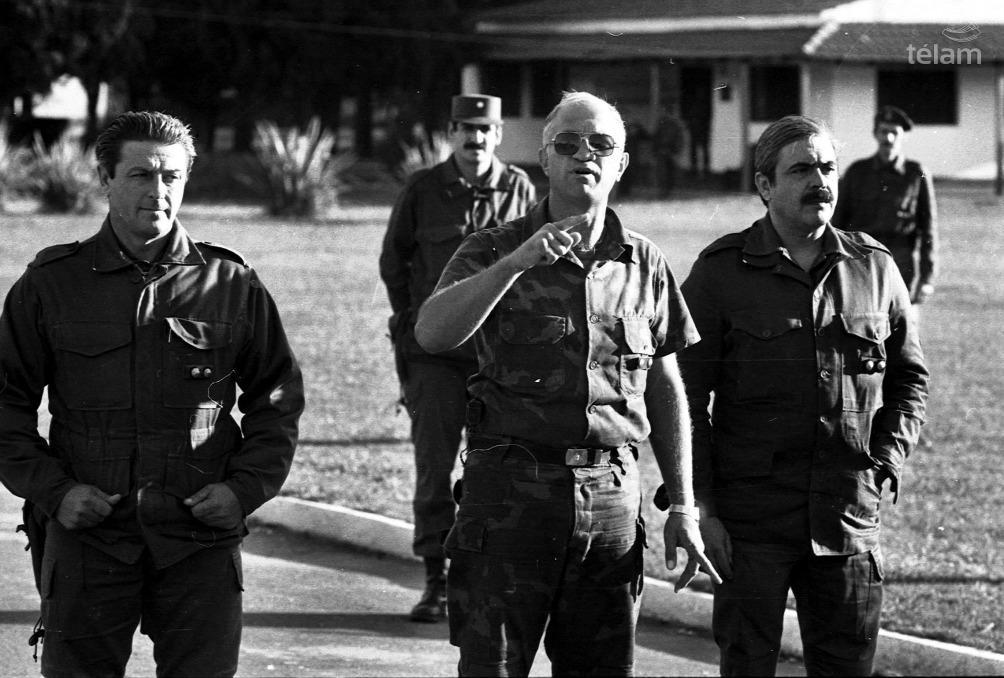
1987 年，五月军营的涂面人起义期间， 阿尔多·里科和士兵们。

涂面人起义是1987年至1990年期间在阿根廷发生的一系列的四次军事起义的统称，在阿根廷民主时期从1983年开始后，一群来自阿根廷军队的士兵由于他们像在战争中一样用迷彩脸谱展示自己而被称为"涂面人"，决定不服从中央指挥并发动针对劳尔·阿方辛和卡洛斯·梅内姆的宪政政府的起义。
尽管最终被击败，然而起义对民主力量施加了压力，并影响了在阿方辛和梅内姆政府期间批准的所谓“有罪不罚法”，这些法律让许多被告被释放，并使对危害人类罪肇事者的调查和宣判失效。直到2003年，也就是独裁政权倒台20年后，有罪不罚的法律才被废除以便对罪行进行调查并对罪犯进行判决。尽管军事领导人被逮捕、审判并被判处监禁，但除了穆罕默德·阿里·塞内丁外，大多数涂面人都没有受到惩罚。

## 起义

### 复活节起义
第一次起义发生在1987年复活节，借口是武装部队的领导层对《全面停止法》的受益者采取了行政上的行动。在军政府期间，军士级别的人员和低于上校级别的军官因为在1986年底和1987年初之前没有处理的案件已经失去时效。
曾积极参与镇压科尔多瓦工人运动的军事情报人员埃内斯托·巴雷罗少校拒绝在科尔多瓦联邦议院就对他提出的酷刑和谋杀指控作证。
军队当局应主管法官的要求逮捕了巴雷罗，并将他软禁在科尔多瓦省第三军第 14 空降步兵团。当警察试图以不尊重司法的罪名起诉巴雷罗时，军营内包括干部和士兵在内的130人发动了骚乱，要求停止对于巴雷罗的审判。
许多其他的军事单位也参加了行动，其中最主要的参与者是中校阿尔多·里科，他的部队驻扎在坎波梅奥步兵学校。涂面人声称他们的的要求包括解除军队首长的职务，认为当时下达命令的指挥官现在”逍遥法外，未受处理，甚至有的还得到晋升，享受着他们不应有的特权“，并要求以政治方式解决对在军政府时期镇压者的审判，阿尔多·里科说："那些下达命令的人被全部绳之以法是没有问题的，但没有一个穿军装的大人物可以躲在下属的牺牲后面享福"。
起义得到了这支部队人员的大力支持，而其余武装部队的态度是保持一致的：阿方辛在军队中没有必要的服从性，因而没有军队中的下属会真正意义上镇压涂面人的起义。 
同时该国的主要政党（ UCR 、 PJ 、 中心民主党 、 PDC 、 PI 、 PC和PS ）签署了“民主承诺法案”，反对军方的态度，并赞成镇压起义，而一些政治力量（ MAS 、 PCR 、 PO和五月广场母亲）则是选择与签署方群体保持距离。民众在五月广场示威，要求叛军投降。由于无法镇压，阿方辛前往坎波梅奥要求投降，并在回到布宜诺斯艾利斯后在玫瑰宫的阳台上宣布了叛军的投降。
巴雷罗逃走了，两周后他被抓获。他和里科都被带到了军事法庭和民事法庭，后者在圣伊西德罗法庭被以叛乱罪起诉。
似乎因为这第一次起义，几个月后，政府颁布了《正当服从法》，满足了他们的一些要求；然而，该法是在起义前一个月，即1987年3月24日，由阿方辛总统在科尔多瓦的拉斯佩迪斯镇宣布的。在阿方辛的领导下，审判继续进行。来自许多军政府的高级官员和一些军队中的下属仍然被监禁和起诉。 

### 蒙特卡塞罗斯起义
1988 年 1 月 15 日，科连特斯省蒙特卡塞罗斯镇爆发了第二次叛乱，里科再次成为主要人物。 12月30日，他获得了特权将牢狱之灾转化为软禁；两周后，他发表了一份公报，表示他不承认军队总参谋部和军事法庭的权威，因为他认为正义没有得到保障。军队当局中何塞·卡里迪中将宣布里科叛乱。
三天后，即 1988 年 1 月 18 日，他在蒙特卡塞罗斯第 4 步兵团被发现，里科在此发表“国民军在行动”声明。卡里迪率领第2军团与叛乱部队对峙，促使叛乱部队未作抵抗就投降。里科在公开宣布他不后悔自己的行为并表示 "怀疑这是知识分子的吹嘘"之后，回到了监狱。约有四百三十名军官和士兵将因其在两次起义中的行为而受到审判。里科从牢房出来后，成为争取国家尊严运动的领导人物。
一支由前空军情报人员组成的突击队占领了机场以支持里科，被宪兵和联邦警察俘获他们1988年在民事和军事法庭受审，并在政府更迭时被梅内姆赦免。

### 维拉马尔特利起义
阿方辛政府时期的最后一次起义发生在1988年12月1日，当时阿根廷海军省的精英部队——信天翁部队的大约45名军官洗劫了位于布宜诺斯艾利斯省萨拉特的武器库并进行了叛乱。阿方辛从国外回来后错误的认为问题不大，但是很快叛军转移到了坎波梅奥步兵学校并接管了军营。他们的领导人是穆罕默德·阿里·塞内丁上校，他是福克兰群岛战争的老兵，巴拿马总统曼努埃尔·诺列加的军事顾问，也是阿根廷军队中最支持民族主义的人之一，他声称目标是"拯救武装部队的荣誉"并与正义党领导人接触，他所寻求的是让阿方辛对1970年代的政治军事组织成员也签署一项全面的大赦令。
卡里迪调集了效忠者的部队，包围了坎波梅奥的驻军，促使塞内丁转进到维拉马尔特利。布宜诺斯艾利斯、科尔多瓦和萨尔塔省还有不少军人宣布支持涂面人，其中最重要的叛乱是维拉马尔特利的第十后勤营的叛乱，坎波梅奥的叛乱者前往了那里。军队方面，伊西德罗·卡塞雷斯将军被指挥部指派与他们对峙，但命令他除了在极端必要的情况下不要发起武装行动。
12月4日，涂面人宣布了自己的要求：解除卡里迪的职务，将《正当服从法》的适用范围扩大到除军政府核心成员以外的所有军事人员，大赦那些因以前的起义而被起诉的人，以及除塞内丁以外的所有参与者不受任何惩罚。塞内丁在巴勒莫被审判和逮捕，同时被逮捕的还有其他参与人员诸如直到几天后才放下武器的乌戈·阿贝特少校。塞内丁被拘留和审判，直到政府换届时梅内姆给予他赦免。

### 1990 年 12 月 3 日起义
尽管当时卡洛斯·梅内姆赦免了那些因国家恐怖主义、涂面人起义和马尔维纳斯战争而被定罪、逮捕和审判的人，以及1970年代政治军事组织的负责人，但塞内丁与梅内姆决裂并计划于1990年12月3日实现叛乱，以抗议政治权力对军事领导的日益干预。 政变的主要推动者之一是穆罕默德·阿里·塞内丁上校的下属古斯塔沃·布赖德·奥贝德上尉。 
12月3日凌晨，一群刚刚超过50人的士兵占领了解放者大厦、帕特里西奥斯团、TAMSE坦克厂、第601军需营和其他单位。据叛军说，他们只要求解除阿根廷军队的领导层成员们的职务。  
武装部队在军队首脑马丁·费利克斯·博内中将的领导下采取武力镇压了叛乱，收复了被夺取的地点。这也导致了13人死亡，其中5人是平民，此外还有数十人受伤。  在审判期间，塞内丁宣布对那次对抗造成的人员死亡负全部责任，并在1991年8月7日发表了一份被称为 "世界新秩序 "的诉状，其中他指称美帝国主义及其在阿根廷的仆人梅内姆在瓦解军队和国防方面的阴谋。

## 梅内姆政府的第二轮赦免
第三次涂面人起义后几天，梅内姆下令展开赦免，释放了军政府成员和其他军事和文职成员，而其中一些人曾被判处终身监禁：豪尔赫·拉斐尔·魏地拉、埃米利奥·爱德华多·马塞拉、罗伯托·爱德华多·维奥拉、拉蒙·坎普斯、吉列尔莫·苏亚雷斯·梅森、前经济部长何塞·阿尔弗雷多·马丁内斯·德·霍斯和阿根廷联邦警察前任负责人奥维迪奥·里基耶里。只有塞内丁，这个被认为是容易做出过激举动的人物因这些事件而一直被关在监狱里，直到2003年5月被当时的临时总统爱德华多·杜阿尔德赦免。

## 展示
2010 年，涂面人成员 Víctor Alejandro Gallo被指控非法占有一名失踪妇女的未成年子女。 
2019年，时任毛里西奥·马克里政府时期的国防部长奥斯卡·阿瓜德对涂面人起义确立了新的立场。阿瓜德在 Metro 95.1电台接受玛丽亚·奥唐纳 采访时淡化了涂面人起义的严重性，将其描述为“小事件”。